# Peto
Peto là một đô thị thuộc bang Yucatán, México. Năm 2005, dân số của đô thị này là 22386 người.